# TrueDoc
TrueDoc – technologia zagnieżdżanych czcionek opracowana przez firmy Bitstream i Netscape; umieszczane na serwerze czcionki pozwalają webmasterowi konstruować strony z użyciem nietypowych czcionek, uniezależniając go od czcionek znajdujących się w komputerach czytelników. Działa wyłącznie w Netscape Communicatorze 4.x (od wersji 4.03) i w IE dla Windows od wersji 4 z użyciem kontrolki ActiveX. Obecnie już nierozwijana. Przeszkodą w rozpowszechnieniu technologii był m.in. brak darmowych narzędzi do tworzenia czcionek w tym formacie i brak obsługi technologii w nowszych wersjach przeglądarek, w tym w Netscape 6 i wyższych.